# Bayard (entreprise)
Pour les articles homonymes, voir Bayard.
 (décembre 2017).
Si vous disposez d'ouvrages ou d'articles de référence ou si vous connaissez des sites web de qualité traitant du thème abordé ici, merci de compléter l'article en donnant les références utiles à sa vérifiabilité et en les liant à la section « Notes et références ».
Bayard est une entreprise française dont l'usine de fabrication ainsi que le siège social sont basés à Meyzieu (69330). 
Fondée en 1881, l'entreprise propose des produits et services pour la conception, la construction, l'exploitation et la maintenance des réseaux d'eaux. Elle est spécialisée dans les poteaux incendie, les bornes fontaines, les robinets à opercule et à papillon.
Ces produits hydrauliques sont principalement en fonte, et sont destinés à la défense incendie, au traitement des eaux, l'adduction d'eau, l'irrigation et l'assainissement. Ses modèles les plus connus sont les bornes-fontaines et les bornes d'incendie.
Depuis 2010, la société Bayard appartient au groupe Talis. 
L'entreprise compte aujourd'hui plus de 200 employés et plus de 5 000 clients à travers 85 pays.

## Dates clés
Fondée en 1881, elle est spécialisée dans les robinets de bouillottes et les robinets vinicoles.
- 1900 : invention de la première borne fontaine basée sur le principe du parallélogramme de la machine à vapeur.
- 1960-1973 : regroupement des entités familiales de production et création de Bayard SA.
- 1973 : Bayard devient un des principaux fabricants et distributeurs de produits pour réseaux d’eau.
- 1998 : Bayard rejoint Tyco Waterworks
- 2010 : La vente par Tyco International de sa division Waterworks Europe au fonds d'investissement Triton donne naissance à la société Talis[2],[3].